# روكويل كوماندر 112
روكويل كوماندر 112 (بالإنجليزية: Rockwell Commander 112)‏، هي طائرة خفيفة، أحادية السطح، بمحرك واحد، وأربعة مقاعد. أنتجت في الولايات المتحدة. من صناعة روكويل الدولية. كان أول طيران لها في 1970. دخلت الخدمة في 1972، ومازالت في الخدمة حتى الآن.